# Tim Maudlin
Tim Maudlin (nacido Tim William Eric Maudlin, el 23 de abril de 1958, en Washington D. C.) es un filósofo estadounidense experto en filosofía de la ciencia, que ha estudiado principalmente los fundamentos de la física, la metafísica y la lógica. Actualmente trabaja en un proyecto de gran desarrollo sobre la aplicación de un análisis matemático alternativo a las estructuras topológicas.

## Biografía
Maudlin estudió el bachillerato en el Sidwell Friends School, de Washington D. C.. Posteriormente estudió Física y Filosofía en la Universidad de Yale, e Historia y Filosofía de la Ciencia en la Universidad de Pittsburgh, donde se doctoró en dicha materia en 1986. Ha sido profesor durante veinticinco años en la Universidad de Rutgers, y desde 2010 es profesor de la Universidad de Nueva York. También ha sido profesor visitante en la Universidad de Harvard y en la Universidad Carnegie Mellon. Es miembro del Foundational Questions Institute, de la Academie Internationale de Philosophie des Sciences y fue becario de la fundación Guggenheim. Desde el año 2020, Tim Maudlin es professor invitado en la Universidad de la Suiza Italiana.
Tim Maudlin está casado con Vishnya Maudlin; tienen dos hijos: Clio y Maxwell.

## Teorías
En Quantum Non-Locality and Relativity [No-localidad cuántica y relatividad] (1994), Maudlin diserta sobre el teorema de Bell y la tensión entre las violaciones de la desigualdad matemática de Bell y la Relatividad.
En Truth and Paradox: Solving the Riddles [Verdad y paradoja: resolviendo acertijos] (2004), argumenta una solución a la llamada paradoja del mentiroso (por ejemplo, la que encierra la frase: "Esta oración es falsa".) y otras paradojas semánticas, para lo que el autor afirma necesario modificar ciertos aspectos de la lógica clásica.
La afirmación central de The Metaphysics Within Physics [Metafísica dentro de la física] (2007) es que «la metafísica, en la medida en que se refiere a la naturaleza, no puede hacer nada mejor que reflexionar sobre la física».

La metafísica es una ontología. La ontología es el estudio más general de lo que existe. La evidencia de lo que existe, al menos en el mundo físico, la proporciona únicamente la investigación empírica. Por lo tanto, el objeto propio de la mayor parte de la metafísica es el análisis cuidadoso de nuestras mejores teorías científicas (y especialmente de las teorías fundamentales de la física) con el objetivo de determinar lo que implican acerca de la constitución del mundo físico.

Maudlin se adentra en temas cosmológicos fundamentales, arguyendo, por ejemplo, que las leyes de la naturaleza deben ser tomadas como axiomáticas e irreductibles, definiendo en lo fundamental una dirección clara de la flecha del tiempo. Esta idea sustenta, pues, un tiempo asimétrico, contradiciendo la teoría cuántica de la simetría temporal, así como las teorías que niegan la existencia del tiempo, del estilo de la defendida por el físico Julian Barbour.

Creo que es una evidencia irreductible y fundamental sobre la estructura espacio-temporal del mundo el hecho de que el tiempo transcurre. [...] El paso del tiempo constituye una asimetría intrínseca en la estructura temporal del mundo, una asimetría que no tiene contrapartida en el espacio. [...] Sin embargo, ir de Marte a la Tierra no es lo mismo que ir de la Tierra a Marte. La diferencia, si se quiere, radica en cómo estas secuencias de estados están orientados con respecto al paso del tiempo. [...] La creencia de que el tiempo pasa, en este sentido, no tiene relación con la cuestión de la "realidad" del pasado o del futuro. Yo creo que el pasado es real: hay hechos sobre lo sucedido en el pasado que son independientes del estado actual del mundo, e independientes asimismo de todos los conocimientos o creencias sobre el pasado. Del mismo modo, creo que hay (id est, habrá) un futuro único. Comprendo la creencia de que el pasado es irreal (id est, que nada ha sucedido, que todo fue creado ex nihilo) y la de que el futuro no es real (id est, que todo va a terminar, no voy a existir mañana, no tengo futuro). Pero yo no creo en ello, y actuaría de manera muy diferente si lo hiciera. En la medida en que creer en la realidad del pasado y el futuro supone también creer en un "universo de bloque", entonces creo en un universo de bloque. Pero también creo que el tiempo transcurre, y no veo ninguna contradicción o tensión entre ambos puntos de vista.

En esta obra Maudlin asimismo polemiza con sus colegas David Lewis y Bas Van Fraassen, entre otros. Lewis define las leyes naturales como aquellas generalizaciones que figuran en todas las sistematizaciones teóricas de verdades empíricas que mejor combinan la solidez y la simplicidad. Maudlin objeta que este análisis deja a un lado la intuición de que algunas de esas generalizaciones podían dejar de ser leyes en mundos que el científico debe seguir considerando físicamente posibles. Van Fraassen argumenta, por su parte, que las leyes de la naturaleza carecen de significación filosófica, y pueden ser eliminadas en favor de modelos puramente científicos, a lo que contesta Maudlin que esto priva a uno de los recursos disponibles de explicar cómo su propia privación podría aumentar la eficacia de nuestra capacidad explicativa de los fenómenos.
En su libro Philosophy of Physics: Space and Time [Filosofía de la física: espacio y tiempo] (2012) Maudlin presenta a los no expertos las cuestiones filosóficas fundamentales en torno a la naturaleza y la estructura del espacio y el tiempo; supone también un recurso para los físicos interesados en los fundamentos conceptuales de la teoría del espacio-tiempo. Maudlin traza un amplio panorama histórico en que examina las perspectivas cosmológicas aristotélicas, newtonianas y galileanas como las concepciones que dieron lugar a las teorías especial y general de la Relatividad. El autor explica asimismo la relatividad especial con un enfoque geométrico, fijándose en la estructura intrínseca del espacio-tiempo, en lugar de en los sistemas de coordenadas o marcos de referencia.
Su proyecto actual, sobre geometría física, lleva por título New Foundations for Physical Geometry [Nuevos fundamentos de geometría física]. Maudlin desarrolla aquí un nuevo análisis matemático de las propiedades geométricas del espacio, que generalmente se tratan en topología. La principal diferencia es que, mientras que la topología estándar analiza la geometría de un espacio en términos de conjuntos abiertos, el análisis teórico de este filósofo se efectúa en términos de líneas continuas en el espacio.

### Libros
- Philosophy of Physics, Volume 2: "Quantum Theory". Princeton University Press, 2019
- Philosophy of Physics, Volume 1: "Space and Time". Princeton University Press, 2012
- The Metaphysics Within Physics. Oxford University Press, 2007
- Truth and Paradox: Solving the Riddles. Oxford University Press, 2004
- Quantum Non-Locality and Relativity: Metaphysical Intimations of Modern Physics. Oxford: Basil Blackwell, 1994; Second Edition, 2002; Third Edition, 2011

### Artículos en revistas y capítulos en libros
- “Three Roads to Objective Probability”, in Probabilities in Physics, edited by Claus Beisbart and Stephan Hartmann, Oxford University Press, pp. 293-322 (2011)

- Preface to Quantum Physics Without Quantum Philosophy by Detfel Dürr, Sheldon Golstein and Nino Zanghi, forthcoming from Springer Verlag

- “The Nature of the Quantum State”, forthcoming in The Wavefunction, edited by Alyssa Ney and David Albert, Oxford University Press

- “On the Albertian Demon”, forthcoming in a book commenting on David Albert’s Time and Chance, edited by Barry Loewer, Brad Westlake and Eric Wingard, Harvard University Press

- “Time and the Geometry of the Universe”, in The Future of the Philosophy of Time, edited by Adrian Bardon, Routledge, pp. 188-216 (2012)

- Interview in Philosophy of Physics: 5 +1 Questions, edited by Juan Ferret and John Symons, Automatic Press, pp. 105-111

- “The Geometry of Space-Time”, The Aristotelian Society, Supplementary volume LXXXIV, pp. 63-78 (2010)

- “Can the World Be Only Wavefunction?” in Many Worlds?, edited by Jonathan Barrett, Adrian Kent, Simon Saunders and David Wallace, Oxford University Press 2010, pp. 121-143

- “What Bell Proved: A Reply to Blaylock”, American Journal of Physics 78, vol. 1, 121-125 (January 2010)

- “Space, Absolute and Relational”, Routledge Companion to Metaphysics, edited by Robin LePoidevin,Routledge: London, 2009, pp. 420-429

- “Grading, Sorting and the Sorites”,  Midwest Studies in Philosophy, Volume XXXII (“Truth and Its Deformities”) 2008, pp. 141-168

- “Reducing Revenge to Discomfort” in Revenge of the Liar, edited by J. C. Beall, Oxford: Oxford University Press, 2007, pp. 184-196

- “Completeness, Supervenience and Ontology” in The Quantum Universe, a special edition of Journal of Physics A: Mathematical and General, Phys. A: Math. Theor. 40 (2007) 3151-3171

- “What Could Be Objective About Probabilities?”, Studies in the History and Philosophy of Modern Physics 38, 275-91, (June 2007)

- “Non-Local Correlations” in Quantum Theory: Some Ways the Trick Might be Done, Einstein, Relativity, and Absolute Simultaneity, ed. Quentin Smith and William Lane Craig, Routledge (2007) pp. 186-209

- “The Message of the Quantum?”, with M. Daumer, D. Dürr, S. Goldstein, R. Tumulka, and N. Zanghì, in Quantum Mechanics: Are there Quantum Jumps? and On the Present Status of Quantum Mechanics, edited by A. Bassi, D. Dürr, T. Weber and N. Zanghì, AIP Conference Proceedings 844, 129-132 (American Institute of Physics, 2006), quant-ph/0604173

- Abstract of Truth and Paradox with replies to comments by Hartry Field, Anil Gupta, and Nuel Belnap, Philosophy and Phenomenological Research Nov. 2006, 696-704 and 728-739

- “Time Travel and Modern Physics” (With Frank Arntzenius), Stanford Encyclopedia of Philosophy (http://plato.stanford.edu), republished in Time, Reality and Experience, edited by C. Callender, Cambridge University Press, 2002

- "Computation and Consciousness", Journal of Philosophy 86, pp. 407-432

### Reseñas sobre el autor
- Review of David Ruelle's, en "The Mathematician’s Brain", Journal of Statistical Physics volume 130, number 4 (Feb. 2008), pp. 823-5

- Review of Truth and Realism, editada por P. Greenough y M. Lynch, Notre Dame Philosophical Reviews, June 18, 2007

- Review of Rob Clifton "Quantum Entanglements", edited by J. Butterfield and H. Halvorsen, Mind 115, number 460, pp. 1111-1120 (October 2006)

- Review of David Bohm and Basil Hiley's "The Undivided Universe", Philosophical Books 36, pp. 281-83 (October 1995)

- Review of James Cushing's "Quantum Mechanics: Historical Contingency and the Copenhagen Interpretation", American Journal of Physics 63, pp. 1155-56 (December 1995)

- Review of Lawrence Sklar's "Physics and Chance and Philosophy of Physics", British Journal for the Philosophy of Science 46, pp. 145-49 (March 1995)

- Review of Nancy Cartwright's "Nature's Capacities and their Measurement",  Journal of Philosophy XC, pp. 599-603 (November 1993)

- Review of David Armstrong's "A Combinatorial Theory of Possibility", Philosophy of Science 59, pp. 716-718 (December 1992)
- Review of Deborah Modrak's "Aristotle: The Power of Perception", The Philosophical Review, XCIX, no. 2, pp. 305-309